# ZK-383衝鋒槍
ZK-383是一款由捷克斯洛伐克庫基兄弟所研發、他們工作的捷克斯洛伐克布爾諾武器工廠在二戰開始前（二戰後改稱名為布魯諾兵工廠）生產的冲锋枪，發射9×19公釐帕拉貝倫彈。
從1938年開始，它以慢速生產，並且遠銷玻利維亞和委內瑞拉等拉丁美國家，另外亦有少量被偷運到以色列。

## 歷史
自1938年開始生產以後，ZK-383出口到許多歐洲小國。即使捷克在二戰時期被德國占領期間，ZK-383的生產仍然在布爾諾的武器工廠中繼續進行。大部分都供應給武裝親衛隊。在戰後時期，它繼續少量生產；而保加利亞繼續進口，直到1970年，停止生產以後4年才為止。而ZK-383被更緊湊更輕便的衝鋒槍，比如Sa vz. 23和Sa vz. 61「蠍」式所逐漸淘汰。

## 設計
ZK-383最初被設計成一枝類似於英國布倫輕機槍和蘇聯DP28的班用自動武器，儘管它發射的是手槍子彈而非後兩者的全尺寸步槍子彈。它成為了一枝類似於德國MP18的衝鋒槍。對於衝鋒槍而言，ZK-383是一款沉重而堅固的武器。軍用型具擁有可拆卸式槍管，內建式兩腳架和步槍式瞄準具，都是在這個時代的衝鋒槍中被認為是不常見的部件。警方型ZK-383-P則取消了這些特徵，而戰後ZK-383-H亦是如此。

## 特徵
ZK-383配有可快速拆卸的槍管。鎖定及釋放機構位於準星的下方。它採用了開放式槍栓設計，即槍機和相關工作部件都被卡在後方；而且藉由減輕槍機的重量，射手可以將其循環射速從450發／分鐘改為750發／分鐘。供彈方式如英國斯登衝鋒槍般從左手側插上彈匣。手動保險位於武器左側、扳機前方。ZK-383具有兩種發射模式，單發和全自動。扳機同時是控制射擊模式的選擇，短扣扳機為半自動射擊模式，而長扣扳機則進入第二段的全自動射擊模式。該槍具有由木材製成的槍托，和折疊式兩腳架。該槍具有覘孔式準星和可調節的片狀缺口式照門。

## 衍生型
- ZK-383：標準生產型。
- ZK-383-P：警用型號，取消了折疊式兩腳架和可拆卸式槍管。
- ZH-403（又名Waffenwerke Brunn MP 42）：為1942年向德國軍隊生產的原型。具有直向彈匣插槽佈局，以及使用德國MP38／40的32發可拆卸式彈匣供彈。樣品經過工廠測試，但是由於生產成本高，並無大量生產。
- ZK-383-H：戰後生產型號，亦取消了折疊式兩腳架和可拆卸式槍管；原來的橫向彈匣插槽改為直向彈匣插槽（就像斯登的納粹德國仿製型MP3008）。

## 使用國
- 玻利维亚
- 巴西
- 保加利亚：直到1970年以前一直進口。
- 捷克斯洛伐克
  - 捷克斯洛伐克軍隊
  - 警察單位
- 以色列：1947年至1949年期間，從捷克斯洛伐克偷運了大量的該國與德國生產的ZK-383與配用彈藥。
- 德意志國
  - 武裝親衛隊
- 委內瑞拉

## 流行文化

### 电子游戏
- 2013年—：命名為「機槍」。
- 2017年—：奇怪地可透過按動保險裝置改變射速，而且載彈量為32發（使用延長彈匣增至48發）。
- 2018年—：為医疗兵專用武器。
- 2021年—：德軍科技樹BR III解鎖衝鋒槍，突擊兵與裝甲兵可使用，彈匣依考據設定為30發。

## 資料來源
1. 1 2 3 4 5  . world.guns.ru.   [2009-07-17]. （原始内容存档于2021-05-08）.
2. 1 2  Smith, W.H.B., Small Arms of the World, Military Service Publishing Company, 1957, p. 354
3. ↑  .   [2017-11-07]. （原始内容存档于2021-03-12）.

## 外部連結
- （英文）—ZK 383 on GunsTribune
- （英文）—Czech ZK-383 Transferable Submachine Gun （页面存档备份，存于）